# Кроз (коммуна)
Кроз (фр. Croze, окс. Cròsa) — коммуна во Франции, находится в регионе Лимузен. Департамент коммуны — Крёз. Входит в состав кантона Фельтен. Округ коммуны — Обюссон.
Код INSEE коммуны — 23071.

## Население
Население коммуны на 2010 год составляло 190 человек.
| 1962 | 1968 | 1975 | 1982 | 1990 | 1999 | 2010 |
| ---- | ---- | ---- | ---- | ---- | ---- | ---- |
| 283  | 245  | 196  | 211  | 202  | 211  | 190  |

## Экономика
В 2010 году среди 120 человек трудоспособного возраста (15—64 лет) 83 были экономически активными, 37 — неактивными (показатель активности — 69,2 %, в 1999 году было 60,2 %). Из 83 активных жителей работали 77 человек (39 мужчин и 38 женщин), безработных было 6 (6 мужчин и 0 женщин). Среди 37 неактивных 11 человек были учениками или студентами, 15 — пенсионерами, 11 были неактивными по другим причинам.